# Lucius Cornelius Lentulus (consul suffect en -38)
Lucius Cornelius Lentulus (peut-être Cruscellio) est un homme politique de la fin de la République romaine, consul suffect en 38 av. J.-C.

## Famille
Il est membre de la gens patricienne Cornelia, fils de Lucius Cornelius Lentulus Crus, consul en 49 av. J.-C. et virulent opposant à Jules César, exécuté par Ptolémée XIII à l'instar de Pompée en 48 av. J.-C.
Il est marié à Sulpicia, fille de Tullia (Iulia) Cæsaris et du juriste et consulaire Servius Sulpicius Rufus. Ils sont probablement les parents de Lucius Cornelius Lentulus, consul en 3 av. J.-C.

## Biographie
Du 20 septembre au 23 octobre 54 av. J.-C., il est chargé de porter les accusations en vue de la lex Cornelia de maiestate contre le consulaire Aulus Gabinius.
En 44 av. J.-C., il est peut-être élu préteur, et il refuse d'accepter la validité de l'attribution des provinces convenue lors d'une réunion non officielle du Sénat le 28 novembre au soir, pendant laquelle Marc Antoine tente de reprendre la situation en main et brusque les choses au Sénat afin de s'assurer que ses dispositions prises en juin soient bien promulguées. Peu de temps après, la guerre civile de Modène débute. À cette occasion, Cicéron dit de lui, dans la troisième Philippique : Familiarissimus eius, mihi homo coniunctus, L. Lentulus, et P. Naso omni carens cupiditate nullam se habere prouinciam, nullam Antoni sortitionem fuisse iudicauerunt. : « Le premier de tous, L. Lentulus, avec qui je suis lié, et [...qui] ont pensé qu'ils n'ont point de province, et que le partage d'Antoine est nul ».
Probablement à cause du soutien de son père à Pompée pendant la guerre civile, Lentulus est proscrit par le Second Triumvirat. Par conséquent, en 42 av. J.-C., il rejoint Sextus Pompée en Sicile,. Sextus lui donne un commandement naval en tant que légat, probablement legatus pro prætore.
Sans doute après la paix de Misène en 39 av. J.-C., Lentulus se réconcilie avec les triumvirs et devient un partisan de Marc Antoine. En conséquence, il est nommé consul suffect en 38 av. J.-C., en remplacement potentiel d'Appius Claudius Pulcher (infra, in fine).